# Gurat
Gurat est une commune du Sud-Ouest de la France, située dans le département de la Charente, en région Nouvelle-Aquitaine.
Ses habitants sont les Gurateois et les Gurateoises.

## Géographie

### Localisation et accès
Gurat est une commune du sud-est de la Charente limitrophe du département de la Dordogne.
Elle est située à 6 km au sud de Villebois-Lavalette, chef-lieu de son canton et à 26 km au sud d'Angoulême. Elle est aussi à 11 km de Montmoreau, 12 km de Verteillac, 19 km d'Aubeterre, 21 km de Ribérac.
La route principale qui dessert la commune est la D 17 qui va de Villebois à Saint-Séverin, Aubeterre et Ribérac. La D 81 se détache de la D 17 au nord du bourg pour se diriger vers Ronsenac et Angoulême par Torsac. Gurat est aussi reliée à Vendoire (Dordogne) par un pont sur la Lizonne et la D 102.
La gare la plus proche est celle de Montmoreau, desservie par des TER à destination d'Angoulême et de Bordeaux.

### Communes limitrophes
Gurat est limitrophe de huit autres communes, dont deux dans le département de la Dordogne. Au nord-est, au lieu-dit les Quatre Croix, le territoire communal est limitrophe (lieu-dit les Quatre Croix) de celui de Blanzaguet-Saint-Cybard par un quadripoint et à l'ouest, celui de Boisné-La Tude est limitrophe sur environ 250 mètres.
|                | Ronsenac       | Villebois-Lavalette, Blanzaguet-Saint-Cybard (par un quadripoint) |
| Boisné-La Tude | Gurat          | Champagne-et-Fontaine (Dordogne)                                  |
| Montmoreau     | Vaux-Lavalette | Vendoire (Dordogne)                                               |

### Géologie et relief
Géologiquement, la commune de Gurat est dans le calcaire crétacé du Bassin aquitain.
On trouve le Coniacien et le Santonien à l'est de la vallée du Ronsenac. La moitié ouest de la commune est occupée par le Campanien, et une cuesta par paliers faisant face au nord-est marque un dénivelé sensible. On peut suivre cet escarpement dans tout le sud de la Charente, vers l'ouest par Juillaguet, Jurignac et Bouteville jusqu'au sud de Cognac, et à l'est en Dordogne vers Verteillac.
La crête à l'ouest de la commune est recouverte de dépôts du Tertiaire (Lutétien), composés de galets, grès et argiles. Ces dépôts ont été altérés lors du Quaternaire, ainsi que le calcaire sur les flancs qui forme des colluvions. Les vallées du Ronsenac et de la Lizonne sont occupées par des alluvions récentes, riches en tourbe,,.
Le relief de la commune est donc plus marqué à l'ouest du Ronsenac qu'à l'est. Le point culminant est à une altitude de 197 m, situé sur la limite occidentale de la commune près du carrefour entre la D 451 qui mène au bourg et la D 19. Le point le plus bas est à 72 m, situé le long de la Lizonne en limite sud. Le bourg, construit sur une légère hauteur au bord de la Lizonne est à environ 95 m d'altitude.

### Hydrographie

#### Réseau hydrographique
La commune est située dans le bassin de la Dordogne au sein  du Bassin Adour-Garonne. Elle est drainée par la Lizonne, le Roncenac, le ruisseau de la Font Longue, le canal des Moulins et par un petit cours d'eau, qui constituent un réseau hydrographique de 12 km de longueur totale,.
La Lizonne, ou Nizonne en amont, borde la commune et le département à l'est. D'une longueur totale de 60,49 km, elle prend sa source en Dordogne, dans la commune de Sceau-Saint-Angel et se jette  dans la Dronne à Bourg-du-Bost, après avoir traversé 21 communes.
Le Ronsenac, né dans la commune homonyme, traverse le nord de la commune et se jette dans la Lizonne, en formant de nombreux bras.
Un ruisseau intermittent né au sud-ouest de la commune, alimenté par la Font du Seuil, la Font du Loup et la Font du Roc, se jette dans la Lizonne au sud du bourg.

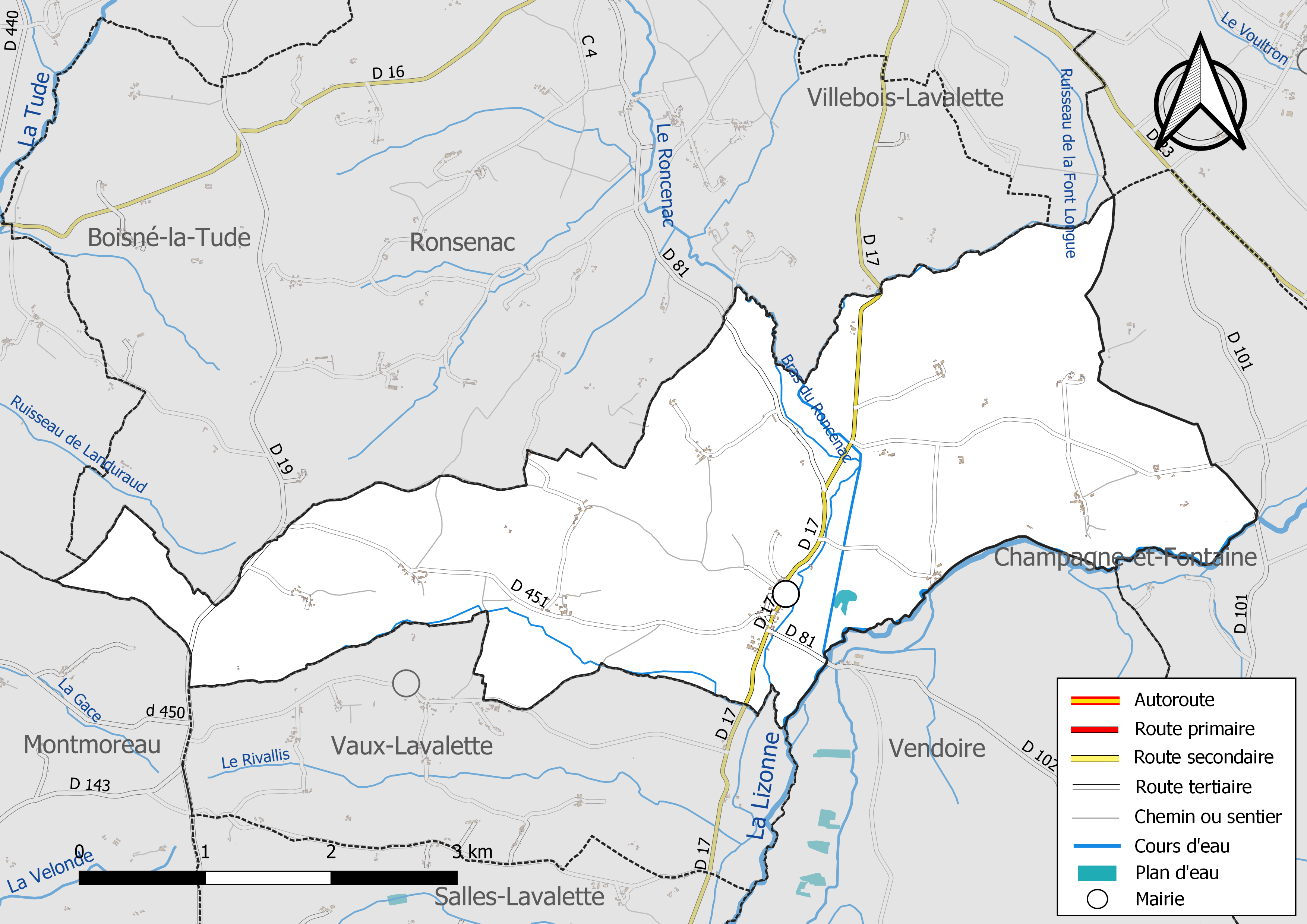
Réseaux hydrographique et routier de Gurat.
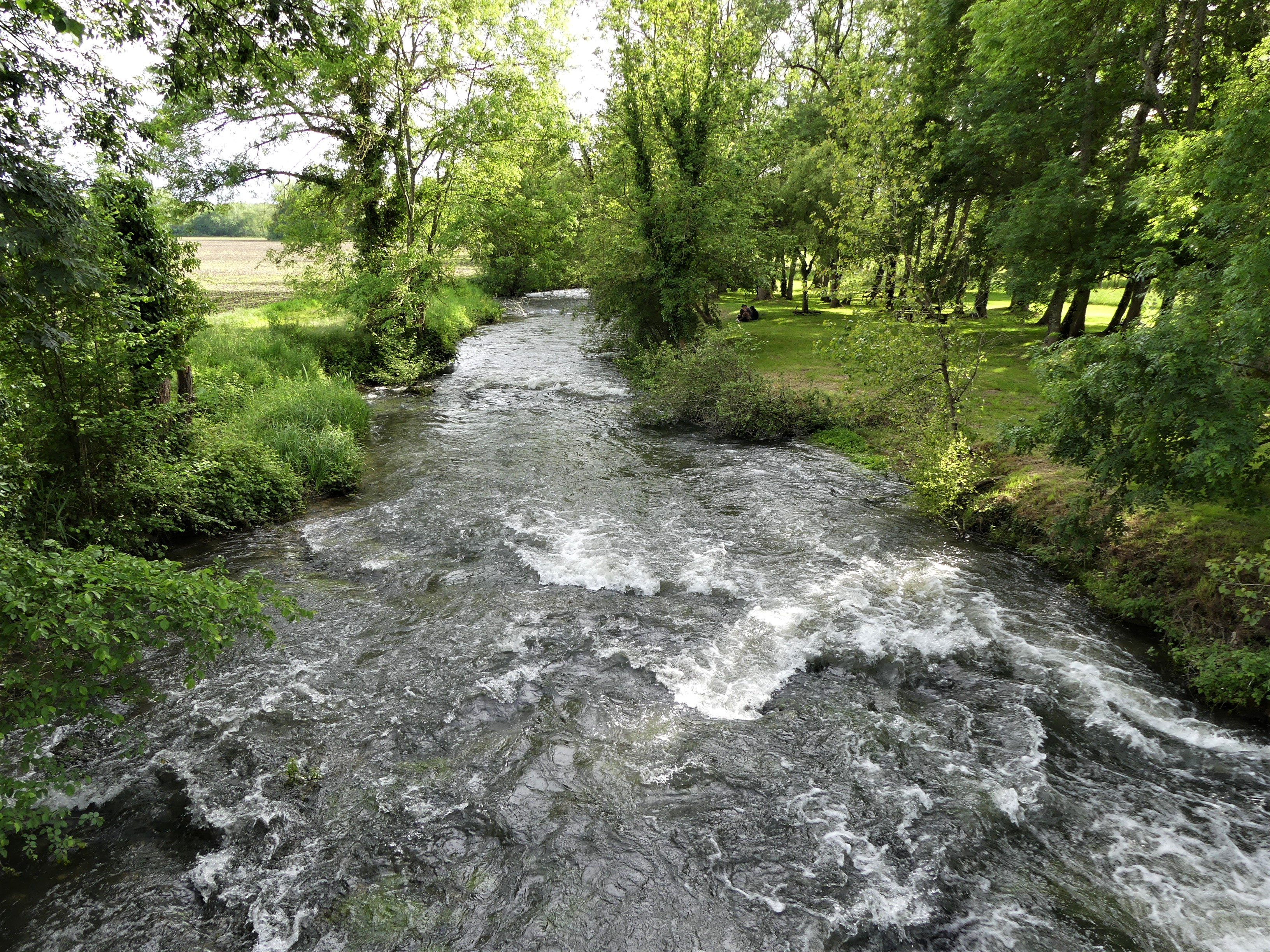
La Lizonne au pont des RD 81 et 102 marquant la limite avec la Dordogne.
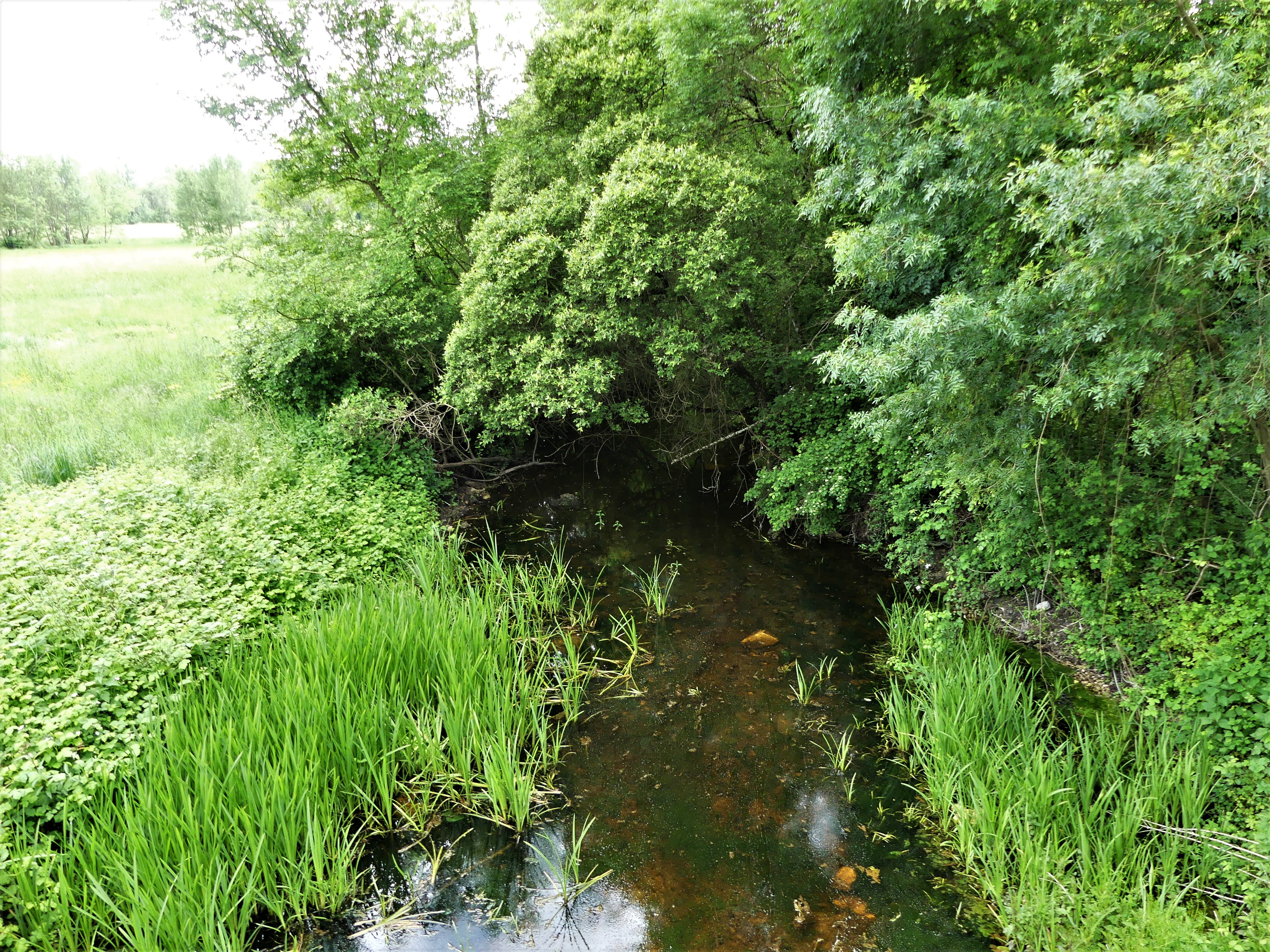
Bras de la Lizonne au niveau de la RD 81.
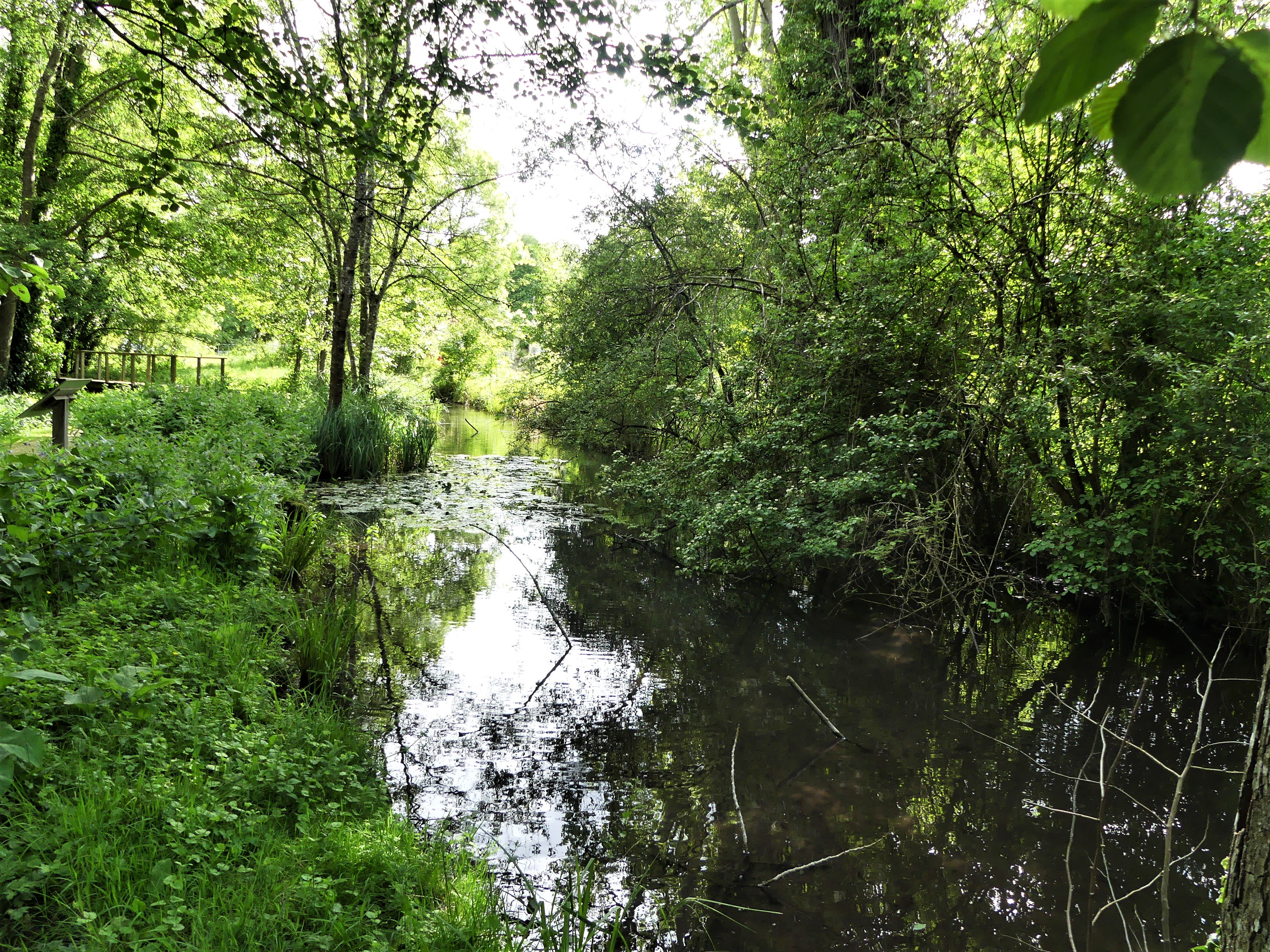
Le canal des Moulins le long du sentier menant à la chapelle monolithe.

#### Gestion des eaux
Le territoire communal est couvert par le schéma d'aménagement et de gestion des eaux (SAGE) « Isle - Dronne ». Ce document de planification, dont le territoire regroupe les bassins versants de l'Isle et de la Dronne, d'une superficie de 7 500 km2, a été approuvé le 2 août 2021. La structure porteuse de l'élaboration et de la mise en œuvre est l'établissement public territorial de bassin de la Dordogne (EPIDOR). Il définit sur son territoire les objectifs généraux d’utilisation, de mise en valeur et de protection quantitative et qualitative des ressources en eau superficielle et souterraine, en respect des objectifs de qualité définis dans le troisième SDAGE  du Bassin Adour-Garonne qui couvre la période 2022-2027, approuvé le 10 mars 2022.

### Climat
Comme dans les trois quarts sud et ouest du département, le climat est océanique aquitain.

### Milieux naturels et biodiversité

#### ZNIEFF

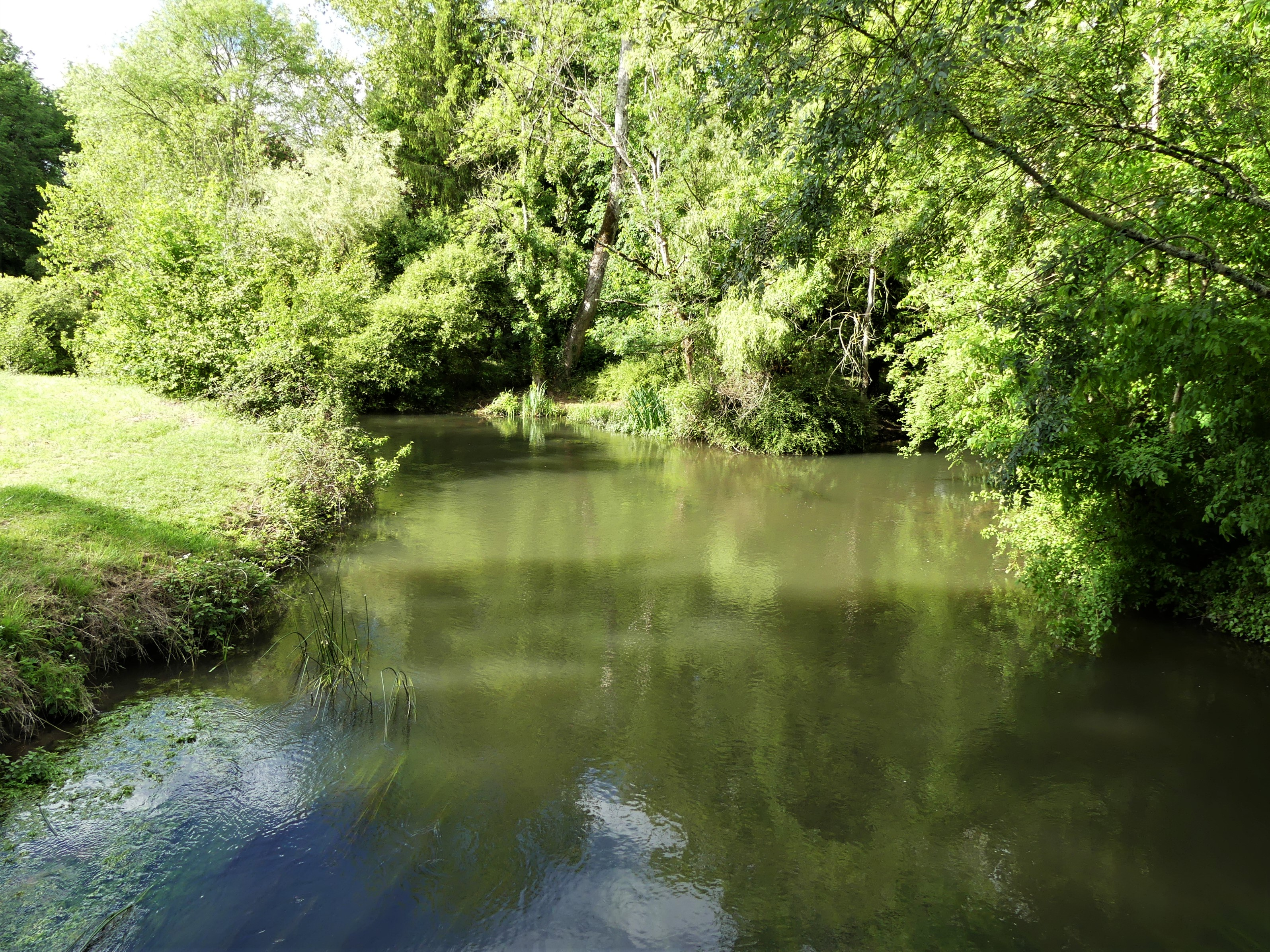
La Nizonne en amont des RD 81 et 102, entre Gurat (à gauche) et Vendoire (à droite).

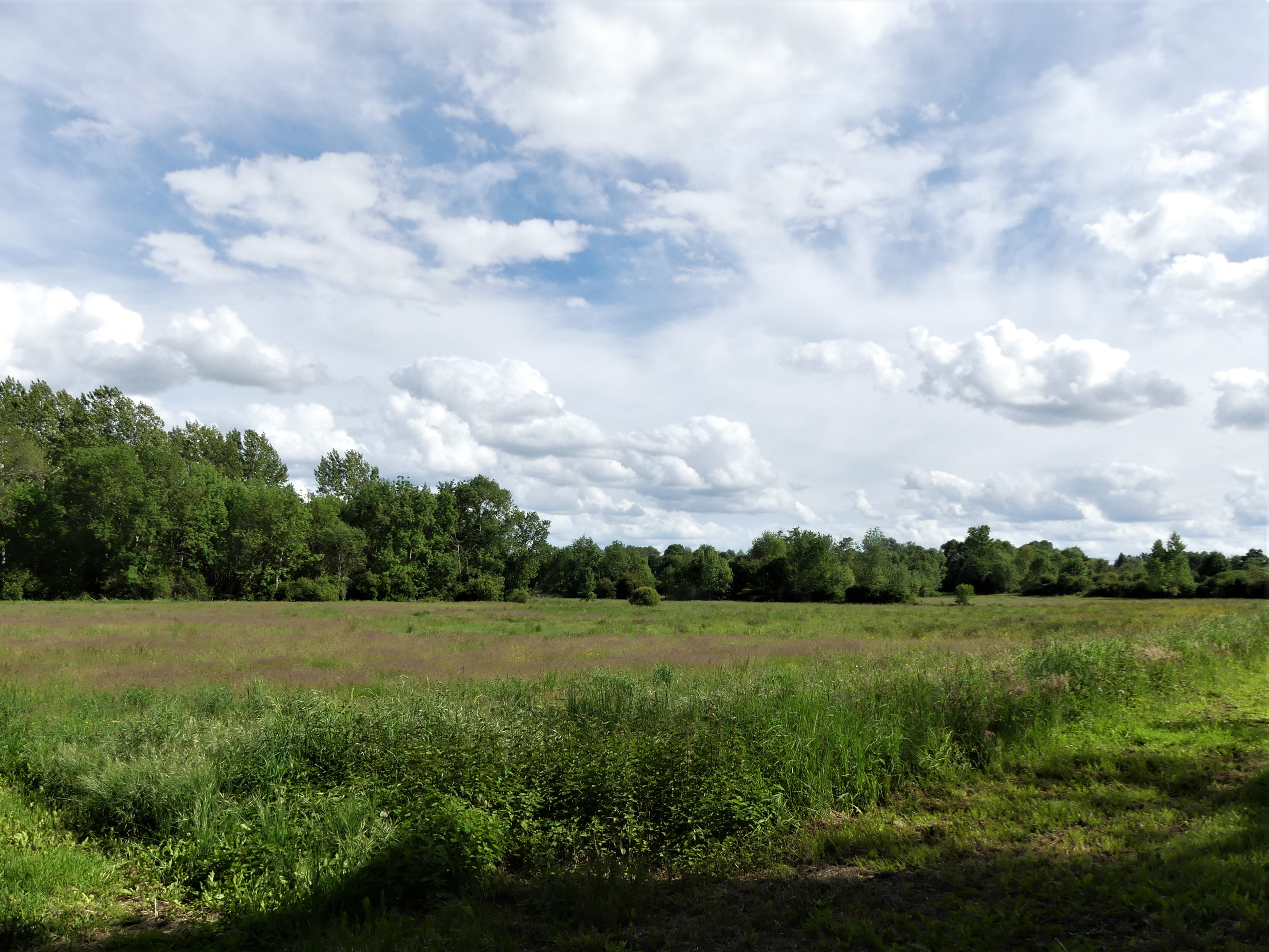
La ZNIEFF « Tourbières de Vendoire » au sud de la route départementale 81, à Gurat.

Selon l'Inventaire national du patrimoine naturel (INPN), le site « Marais alcalins de la vallée de la Nizonne » concerne la commune de Gurat. Dans les faits, les communes du département de la Charente mentionnées par la fiche ne font que tangenter cette zone naturelle d'intérêt écologique, faunistique et floristique (ZNIEFF), intégralement comprise dans le département de la Dordogne, comme le montre la carte du site. Ces communes de Charente, dont Gurat, sont traitées dans une autre ZNIEFF décrite ci-dessous.
À Gurat, la vallée de la Nizonne fait partie de la ZNIEFF de type II nommée « Vallées de la Nizonne, de la Tude et de la Dronne en Poitou-Charentes »,.
Vingt-deux espèces déterminantes d'animaux y ont été répertoriées :
- un amphibien : la Rainette verte (Hyla arborea) ;
- un crustacé, l'Écrevisse à pattes blanches (Austropotamobius pallipes) ;
- cinq insectes dont trois lépidoptères : l'Azuré de la sanguisorbe (Phengaris teleius), le Cuivré des marais (Lycaena dispar) et le Fadet des laîches (Coenonympha oedippus) et deux odonates : l'Agrion de Mercure (Coenagrion mercuriale) et la Cordulie à corps fin (Oxygastra curtisii) ;
- sept mammifères : la Loutre d'Europe (Lutra lutra) et le Vison d'Europe (Mustela lutreola), ainsi que cinq chauves-souris : le Murin à moustaches (Myotis mystacinus), l'Oreillard roux (Plecotus auritus), la Pipistrelle de Kuhl (Pipistrellus kuhlii), le Petit rhinolophe (Rhinolophus hipposideros) et la Sérotine commune (Eptesicus serotinus) ;
- quatre oiseaux : l'Alouette lulu (Lullula arborea), le Martin-pêcheur d'Europe (Alcedo atthis), le Milan noir (Milvus migrans) et le Tarier des prés (Saxicola rubetra) ;
- trois poissons : le Chabot commun (Cottus gobio), la Lamproie de Planer (Lampetra  planeri) et le Toxostome (Parachondrostoma toxostoma) ;
- un reptile : la Cistude (Emys orbicularis).

Vingt-neuf autres espèces animales (quatre mammifères et vingt-cinq oiseaux) y ont été recensées.
Inclus dans la ZNIEFF ci-dessus, le site « Tourbières de Vendoire » est une ZNIEFF de type I, qui s'étend sur 148,62 hectares, dont environ 17 % sur le territoire de Gurat, au sud de la route départementale 81, le long du cours de la Lizonne et du canal des Moulins. Les communes de Salles-Lavalette et Vaux-Lavalette sont également concernées.
Onze espèces déterminantes d'animaux ont été répertoriées sur cette ZNIEFF :
- cinq insectes dont trois lépidoptères en 2000 : l'Azuré de la sanguisorbe (Phengaris teleius), le Cuivré des marais (Lycaena dispar) et le Fadet des laîches (Coenonympha oedippus) et deux odonates: l'Agrion de Mercure (Coenagrion mercuriale) et la Cordulie à corps fin (Oxygastra curtisii) ;
- quatre mammifères : le Campagnol amphibie (Arvicola sapidus), le Crossope aquatique (Neomys fodiens), la Loutre d'Europe (Lutra lutra) et le Vison d'Europe (Mustela lutreola) ;
- un oiseau, le Martin-pêcheur d'Europe (Alcedo atthis) ;
- un reptile : la Cistude (Emys orbicularis).

Cinquante-trois autres espèces animales y ont été recensées : dix-huit mammifères et trente-cinq oiseaux.
Six espèces déterminantes de plantes ont été recensées sur la ZNIEFF : la Gentiane des marais (Gentiana pneumonanthe), la Léersie faux-riz (Leersia oryzoides), l'Orchis des marais (Anacamptis palustris), le Potamot coloré (Potamogeton coloratus), le Souchet jaunâtre (Cyperus flavescens) et l'Utriculaire citrine (Utricularia australis), ainsi que 102 autres espèces végétales.

#### Natura 2000
Dans leur traversée de la commune, la Lizonne et sa vallée font partie d'une zone du réseau Natura 2000 « Vallée de la Nizonne » avec vingt espèces animales inscrites à l'annexe II de la directive 92/43/CEE de l'Union européenne :
- sept insectes : l'Agrion de Mercure (Coenagrion mercuriale), l'Azuré de la sanguisorbe (Phengaris teleius), la Cordulie à corps fin (Oxygastra curtisii), le Cuivré des marais (Lycaena dispar), le Damier de la succise (Euphydryas aurinia), le Fadet des laîches (Coenonympha oedippus) et le Gomphe de Graslin (Gomphus graslinii) ;
- dix mammifères : la Loutre d'Europe (Lutra lutra), le Vison d'Europe (Mustela lutreola), et huit chauves-souris : la Barbastelle d'Europe (Barbastella barbastellus), le Grand murin (Myotis myotis), le Grand rhinolophe (Rhinolophus ferrumequinum), le Minioptère de Schreibers (Miniopterus schreibersii), le Murin à oreilles échancrées (Myotis emarginatus), le Murin de Bechstein (Myotis bechsteinii), le Petit murin (Myotis blythii) et le Petit rhinolophe (Rhinolophus hipposideros) ;
- deux poissons : le Chabot fluviatile (Cottus perifretum) et la Lamproie de Planer (Lampetra  planeri) ;
- un reptile : la Cistude (Emys orbicularis).

## Urbanisme

### Typologie
Au 1er janvier 2024, Gurat est catégorisée commune rurale à habitat très dispersé, selon la nouvelle grille communale de densité à 7 niveaux définie par l'Insee en 2022.
Elle est située hors unité urbaine et hors attraction des villes,.

### Occupation des sols
L'occupation des sols de la commune, telle qu'elle ressort de la base de données européenne d’occupation biophysique des sols Corine Land Cover (CLC), est marquée par l'importance des territoires agricoles (71,3 % en 2018), une proportion sensiblement équivalente à celle de 1990 (71 %). La répartition détaillée en 2018 est la suivante : 
terres arables (61,5 %), forêts (27,2 %), prairies (5,5 %), zones agricoles hétérogènes (2,7 %), cultures permanentes (1,6 %), milieux à végétation arbustive et/ou herbacée (1,6 %). L'évolution de l’occupation des sols de la commune et de ses infrastructures peut être observée sur les différentes représentations cartographiques du territoire : la carte de Cassini (XVIIIe siècle), la carte d'état-major (1820-1866) et les cartes ou photos aériennes de l'IGN pour la période actuelle (1950 à aujourd'hui).

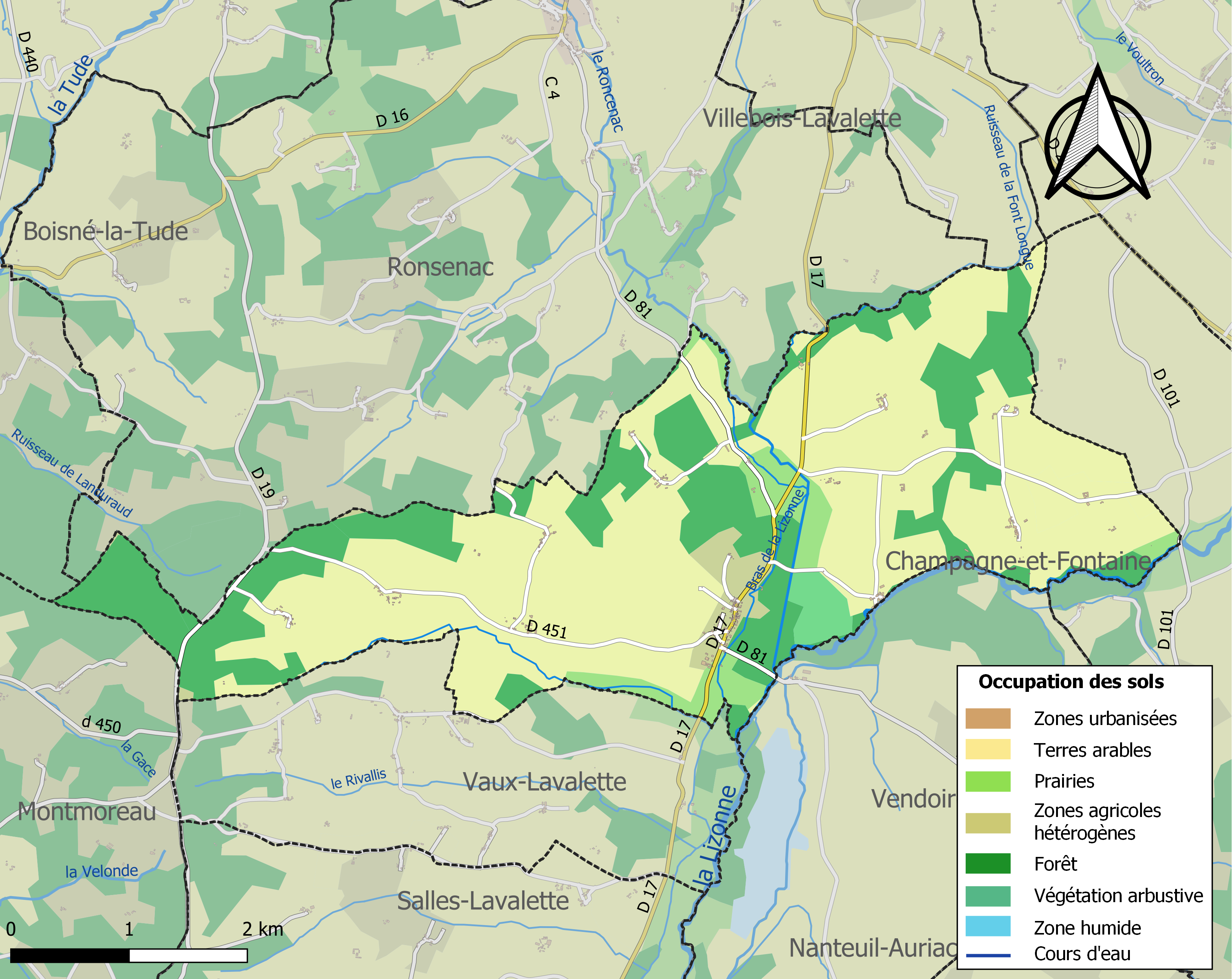
Carte des infrastructures et de l'occupation des sols de la commune en 2018 (CLC).

### Hameaux et lieux-dits
La commune compte quelques hameaux et fermes :
- Malibas, Lémerie, le Puits, Carmagnac, Puyrateau à l'ouest,
- la Borde, l'Ermite, Moulin de Goujat, la Petite Côte au nord,
- Connétable, l’Écouté, Langely, la Garde, la Grange, les Bigognes, la Baudie, Bissac, Pas de Bissac et Lamboury à l'est,
- le Roc, Moulin du Roc au sud[3].

### Risques majeurs
Le territoire de la commune de Gurat est vulnérable à différents aléas naturels : météorologiques (tempête, orage, neige, grand froid, canicule ou sécheresse) et séisme (sismicité faible). Il est également exposé à un risque technologique, le transport de matières dangereuses. Un site publié par le BRGM permet d'évaluer simplement et rapidement les risques d'un bien localisé soit par son adresse soit par le numéro de sa parcelle.

#### Risques naturels

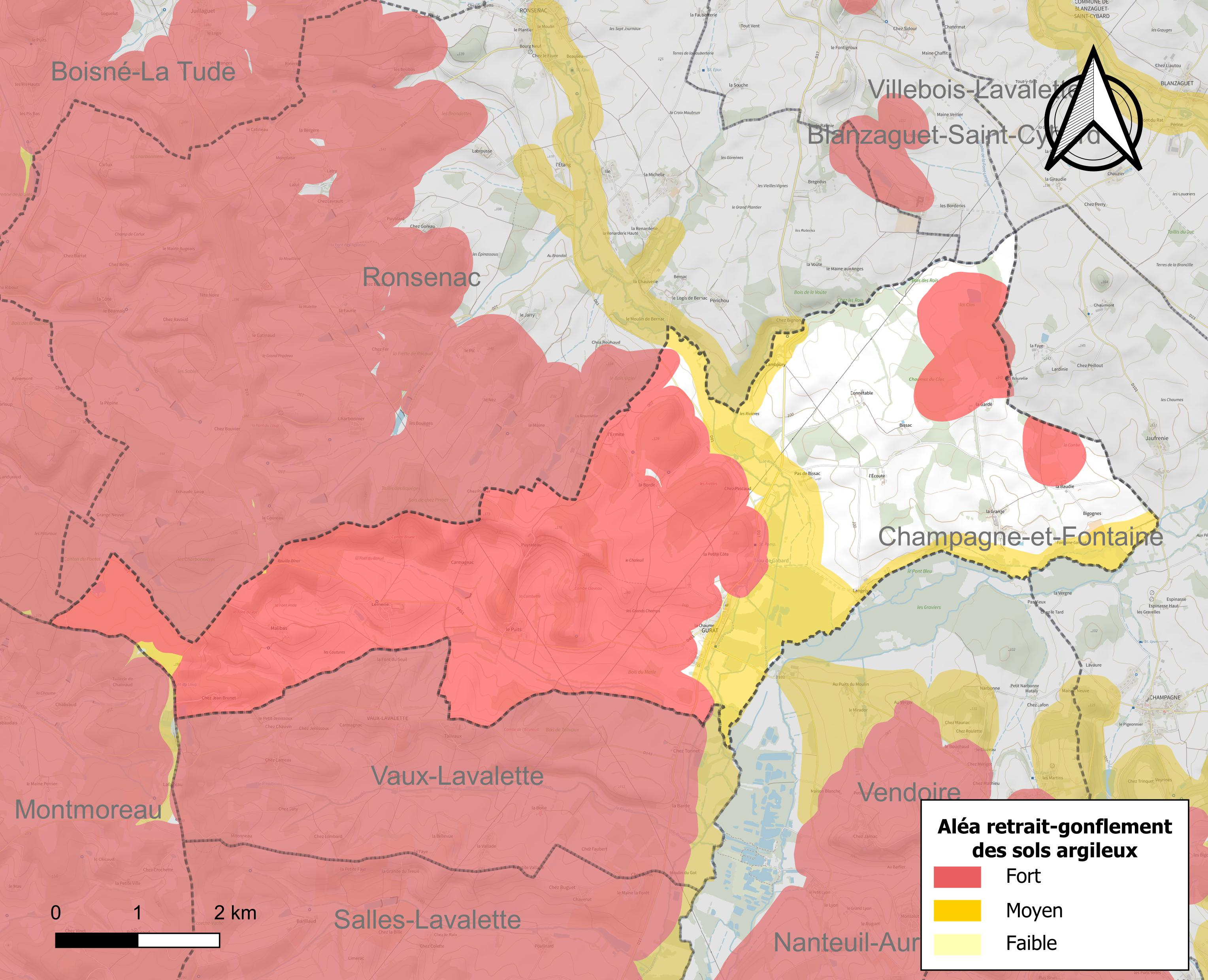
Carte des zones d'aléa retrait-gonflement des sols argileux de Gurat.

Le retrait-gonflement des sols argileux est susceptible d'engendrer des dommages importants aux bâtiments en cas d’alternance de périodes de sécheresse et de pluie. 73,2 % de la superficie communale est en aléa moyen ou fort (67,4 % au niveau départemental et 48,5 % au niveau national). Sur les 129 bâtiments dénombrés sur la commune en 2019, 100 sont en aléa moyen ou fort, soit 78 %, à comparer aux 81 % au niveau départemental et 54 % au niveau national. Une cartographie de l'exposition du territoire national au retrait gonflement des sols argileux est disponible sur le site du BRGM,.
Par ailleurs, afin de mieux appréhender le risque d’affaissement de terrain, l'inventaire national des cavités souterraines permet de localiser celles situées sur la commune.
La commune a été reconnue en état de catastrophe naturelle au titre des dommages causés par les inondations et coulées de boue survenues en 1982, 1983, 1999 et 2009. Concernant les mouvements de terrains, la commune a été reconnue en état de catastrophe naturelle au titre des dommages causés par des mouvements de terrain en 1999.

#### Risques technologiques
Le risque de transport de matières dangereuses sur la commune est lié à sa traversée par une ou des infrastructures routières ou ferroviaires importantes ou la présence d'une canalisation de transport d'hydrocarbures. Un accident se produisant sur de telles infrastructures est susceptible d’avoir des effets graves sur les biens, les personnes ou l'environnement, selon la nature du matériau transporté. Des dispositions d’urbanisme peuvent être préconisées en conséquence.

## Toponymie
Les formes anciennes sont Auguraca au XIIIe siècle, Exgurata en 1380, Auguraco (ou Anguraco) en 1430, Guraco, Gurac (non datés).
L'origine du nom de Gurat est assez obscure. Elle pourrait remonter à un nom de personne des premiers siècles auquel est apposé le suffixe -acum. Albert Dauzat et Charles Rostaing y voient Auguracum, où Augur est un surnom, mais le g aurait dû tomber.

### Langues
La commune est dans la partie occitane de la Charente qui en occupe le tiers oriental, et le dialecte est limousin.
Elle se nomme Gurac en occitan.

## Histoire
Au Moyen Âge, à l'Ermite, en direction de Ronsenac, était autrefois le petit prieuré de Saint-Jacques de l'Ermitage, qui dépendait de l'abbaye de Saint-Cybard.
L'église de cette paroisse d'Angoumois dépendait du diocèse de Périgueux.
Principalement aux XIIe et XIIIe siècles, Gurat se trouvait sur la branche orientale d'une variante nord-sud de la via Turonensis, itinéraire du pèlerinage de Saint-Jacques-de-Compostelle qui passait en Charente par Nanteuil, Saint Amant, Angoulême, Dirac, La Valette et Aubeterre.
La Baudie, dans l'est de la commune, était jusqu'au milieu du XIXe siècle la propriété de la famille de Corlieu. Charles, petit-neveu de François de Corlieu, l'historien de l'Angoumois, en était devenu propriétaire à la suite de son mariage avec Nicole Grimouard, fille de François Grimouard, sieur de la Croix en 1611.
Au début du XXe siècle, Langelie était la propriété de Paul Déroulède.
L'industrie était alors représentée par l'importante minoterie du moulin Goujat, appartenant à M. Jougier.
En 1856, le cimetière est transféré hors du bourg et est bénit par Monseigneur Cousseau. En 2012, le bas-bourg a connu une rénovation complète de ses rues et de la place du champ de foire, qui pour l'occasion a été réaménagée avec une piste cyclable.

## Héraldique

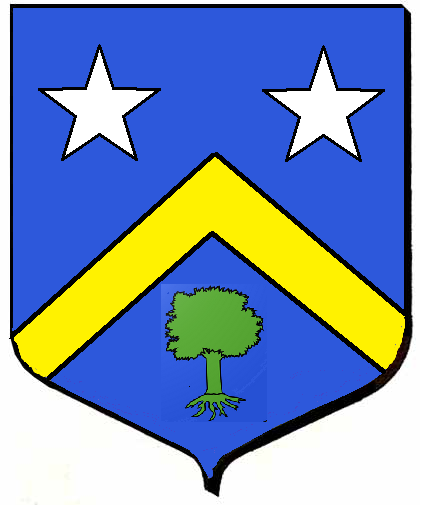
Blason de Perier de Gurat.

D’azur au chevron d'or accompagné : en chef, de deux étoiles d'argent, et, en pointe, d'un chêne arraché de même[réf. nécessaire].

## Administration

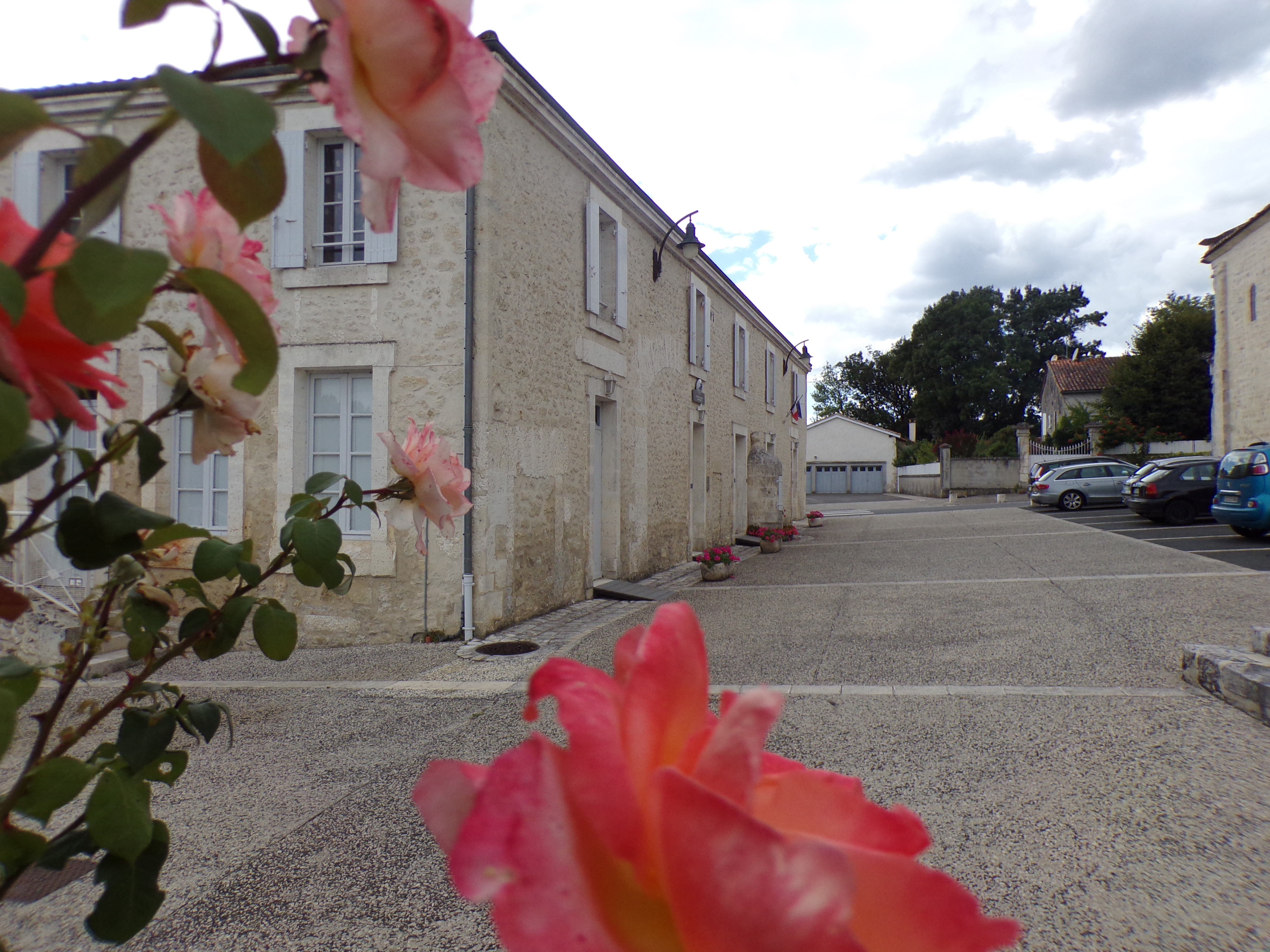
La mairie et l'agence postale communale.

| Période  | Période  | Identité                                 | Étiquette | Qualité                                            |
| -------- | -------- | ---------------------------------------- | --------- | -------------------------------------------------- |
| 1793     | 1794     | Pierre David                             |           | Curé de Gurat jusqu'en 1794                        |
| 1794     | 1800     | Pierre Bourrut-Lacouture                 |           | Propriétaire à Lémerie                             |
| 1800     | 1816     | Joseph Corlieu de la Beaudie             |           | Propriétaire à la Beaudie                          |
| 1816     | 1831     | Gabriel Ducher de Maisonneuve            |           | Propriétaire au Puits                              |
| 1831     | 1844     | Pierre Alphonse Senemaud                 |           | Propriétaire à L'Angély                            |
| 1844     | 1870     | Jean Charles Hector Bourrut-Lacouture    |           | Propriétaire à Lémerie                             |
| 1870     | 1871     | Jean Bertranet                           |           | Propriétaire au Bourg                              |
| 1871     | 1881     | Pierre Auguste Lémerie Bourrut-Lacouture |           | Propriétaire à Lémerie                             |
| 1881     | 1905     | Jean Adrien Bertranet                    |           | Propriétaire au Bourg                              |
| 1905     | 1938     | Joseph Viroulaud                         |           | Propriétaire à la Grange                           |
| 1938     | 1971     | Jacques Viroulaud                        |           | Propriétaire à la Grange                           |
| 1971     | 1993     | Michel Chat-Locussol                     |           | Propriétaire à la Grange, décès en cours de mandat |
| 1993     | 2001     | Jacqui Grenier                           |           | Menuisier retraité                                 |
| 2001     | 2008     | Yves Barbet-Massin                       |           | Retraité directeur de ventes                       |
| 2008     | 2020     | Bernard Lagarde                          |           | Commercial retraité                                |
| mai 2020 | En cours | Bénédicte Goreau                         |           | Comptable                                          |

## Démographie

### Évolution démographique
L'évolution du nombre d'habitants est connue à travers les recensements de la population effectués dans la commune depuis 1793. Pour les communes de moins de 10 000 habitants, une enquête de recensement portant sur toute la population est réalisée tous les cinq ans, les populations de référence des années intermédiaires étant quant à elles estimées par interpolation ou extrapolation. Pour la commune, le premier recensement exhaustif entrant dans le cadre du nouveau dispositif a été réalisé en 2005.

En 2022, la commune comptait 184 habitants, en évolution de +1,66 % par rapport à 2016 (Charente : −0,48 %, France hors Mayotte : +2,11 %).
| 1793 | 1800 | 1806 | 1821 | 1831 | 1841 | 1846 | 1851 | 1856 |
| ---- | ---- | ---- | ---- | ---- | ---- | ---- | ---- | ---- |
| 588  | 603  | 573  | 666  | 705  | 688  | 659  | 660  | 650  |

| 1861 | 1866 | 1872 | 1876 | 1881 | 1886 | 1891 | 1896 | 1901 |
| ---- | ---- | ---- | ---- | ---- | ---- | ---- | ---- | ---- |
| 637  | 602  | 575  | 567  | 553  | 511  | 506  | 514  | 502  |

| 1906 | 1911 | 1921 | 1926 | 1931 | 1936 | 1946 | 1954 | 1962 |
| ---- | ---- | ---- | ---- | ---- | ---- | ---- | ---- | ---- |
| 510  | 505  | 506  | 505  | 504  | 436  | 345  | 322  | 324  |

| 1968 | 1975 | 1982 | 1990 | 1999 | 2005 | 2006 | 2010 | 2015 |
| ---- | ---- | ---- | ---- | ---- | ---- | ---- | ---- | ---- |
| 261  | 216  | 234  | 210  | 184  | 190  | 187  | 190  | 182  |

| 2020 | 2022 | - | - | - | - | - | - | - |
| ---- | ---- | - | - | - | - | - | - | - |
| 183  | 184  | - | - | - | - | - | - | - |

En 1692, on compte 170 feux sur la paroisse de Gurat, puis 150 en 1789. En 1856, la commune compte 650 habitants, ce qui correspond au nombre maximal de la population guratoise. Jusqu'à la première guerre mondiale, la commune arrive à garder un peu plus de 500 habitants. Dès les années 30, puis surtout après la seconde guerre mondiale, à un moment où l'exode rural s'accentue considérablement, le nombre d'habitants diminue considérablement. En 1946, on compte presque 345 habitants, contre 261 vingt plus tard, puis jusqu'à atteindre son plus bas niveau en 1999 avec 184 habitants. Cependant, on constate une amélioration depuis le début des années 2000.

### Pyramide des âges
La population de la commune est relativement âgée.
En 2018, le taux de personnes d'un âge inférieur à 30 ans s'élève à 21,3 %, soit en dessous de la moyenne départementale (30,2 %). À l'inverse, le taux de personnes d'âge supérieur à 60 ans est de 43,2 % la même année, alors qu'il est de 32,3 % au niveau départemental.
En 2018, la commune comptait 92 hommes pour 89 femmes, soit un taux de 50,83 % d'hommes, largement supérieur au taux départemental (48,41 %).
Les pyramides des âges de la commune et du département s'établissent comme suit.
| Hommes | Classe d’âge | Femmes |
| ------ | ------------ | ------ |
| 2,2    | 90 ou +      | 2,2    |
| 9,7    | 75-89 ans    | 14,4   |
| 29,0   | 60-74 ans    | 28,9   |
| 20,4   | 45-59 ans    | 14,4   |
| 20,4   | 30-44 ans    | 15,6   |
| 8,6    | 15-29 ans    | 11,1   |
| 9,7    | 0-14 ans     | 13,3   |

| Hommes | Classe d’âge | Femmes |
| ------ | ------------ | ------ |
| 1      | 90 ou +      | 2,7    |
| 9,2    | 75-89 ans    | 12     |
| 20,6   | 60-74 ans    | 21,3   |
| 20,7   | 45-59 ans    | 20,3   |
| 16,8   | 30-44 ans    | 16     |
| 15,6   | 15-29 ans    | 13,4   |
| 16,1   | 0-14 ans     | 14,3   |

## Économie

### Agriculture
La viticulture occupe une petite partie de l'activité agricole. La commune est située dans les Bons Bois, dans la zone d'appellation d'origine contrôlée du cognac.
La commune possède quelques structures qui développent des circuits courts : production de légumes, vente de volailles...

### Commerces
Un bar-tabac est présent dans la commune, ouvert tous les jours de la semaine.

## Équipements, services et vie locale

### Enseignement
Bien que ne possédant pas d’accueil scolaire, la commune de Gurat scolarise ses élèves dans la commune voisine de Villebois-Lavalette, qui possède une école maternelle, une école primaire et également un collège. La commune possède encore une agence postale communale qui ouvre tous les matins de la semaine.

### Vie locale
Chaque année Gurat organise sa fête votive sous l'invocation de son saint-patron, saint Roch. Cette frairie est organisée le 15 août puis le week-end qui suit cette date.
La commune de Gurat possède deux associations :
- créée en 2008 pour réaliser la restauration de l'église paroissiale Saint-Roch, l'« Association Gurat Patrimoine » a pour objet d'organiser la mise en valeur du patrimoine de la commune, dont la vallée de la Lizonne ;
- le « Comité des fêtes » organise plusieurs festivités dans l'année.

## Lieux et monuments

### Patrimoine religieux

#### Église monolithe
L'église monolithe, dite chapelle Saint-Georges, est située à l'applomb du centre bourg, dans la vallée de la Lizonne. Elle est creusée dans la paroi rocheuse surplombant le Ronsenac, affluent de la Lizonne. On y accède par un sentier de 200 m de long depuis la route de Vendoire passant en contrebas de la falaise. D'abord inscrit au titre des monuments historiques en 1963, l'édifice est classé depuis 2015.

#### Église Saint-Roch
L'église paroissiale Notre-Dame, aussi appelée Saint-Roch parce qu'elle possède aussi une statuette de ce saint.

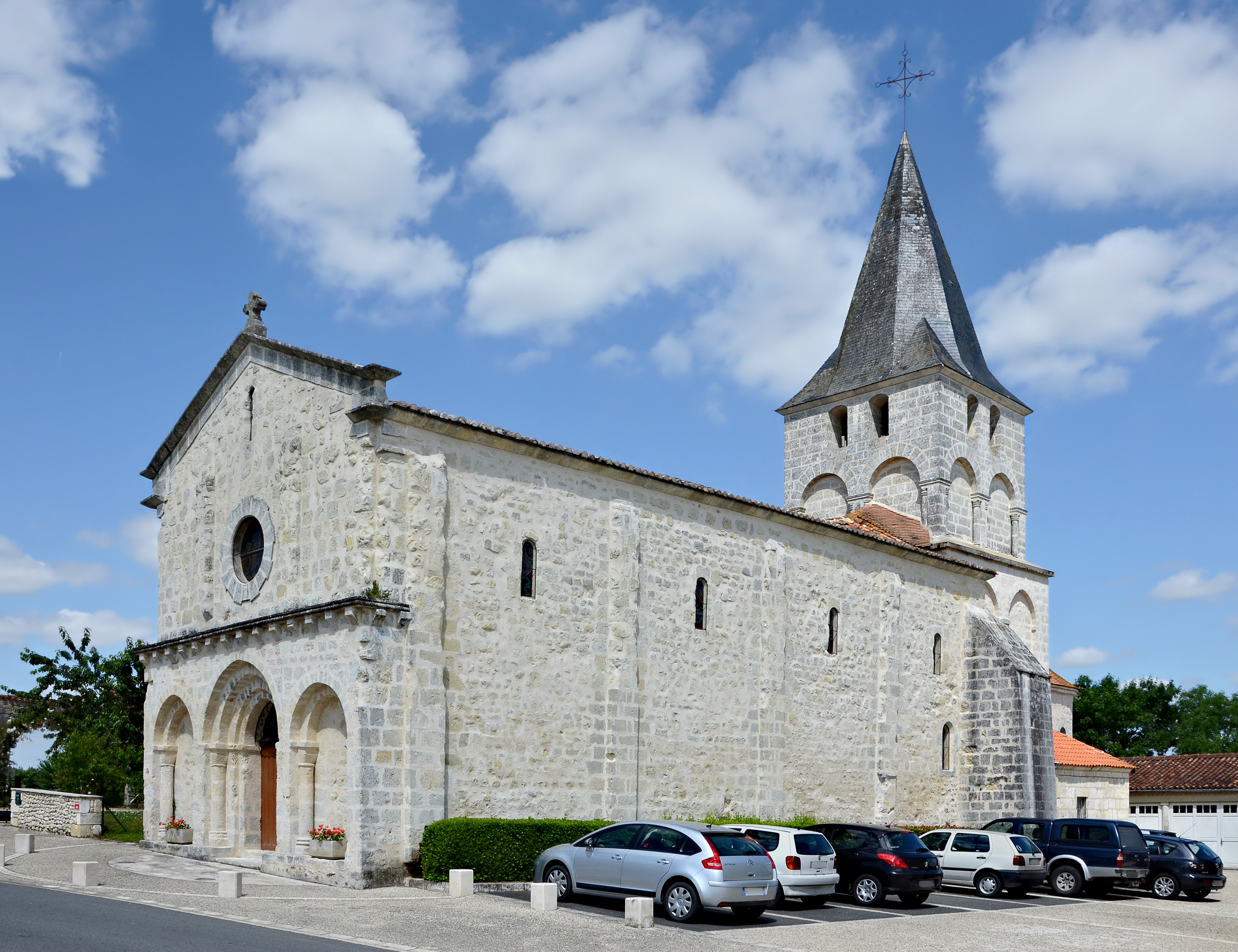
L'église Saint-Roch.
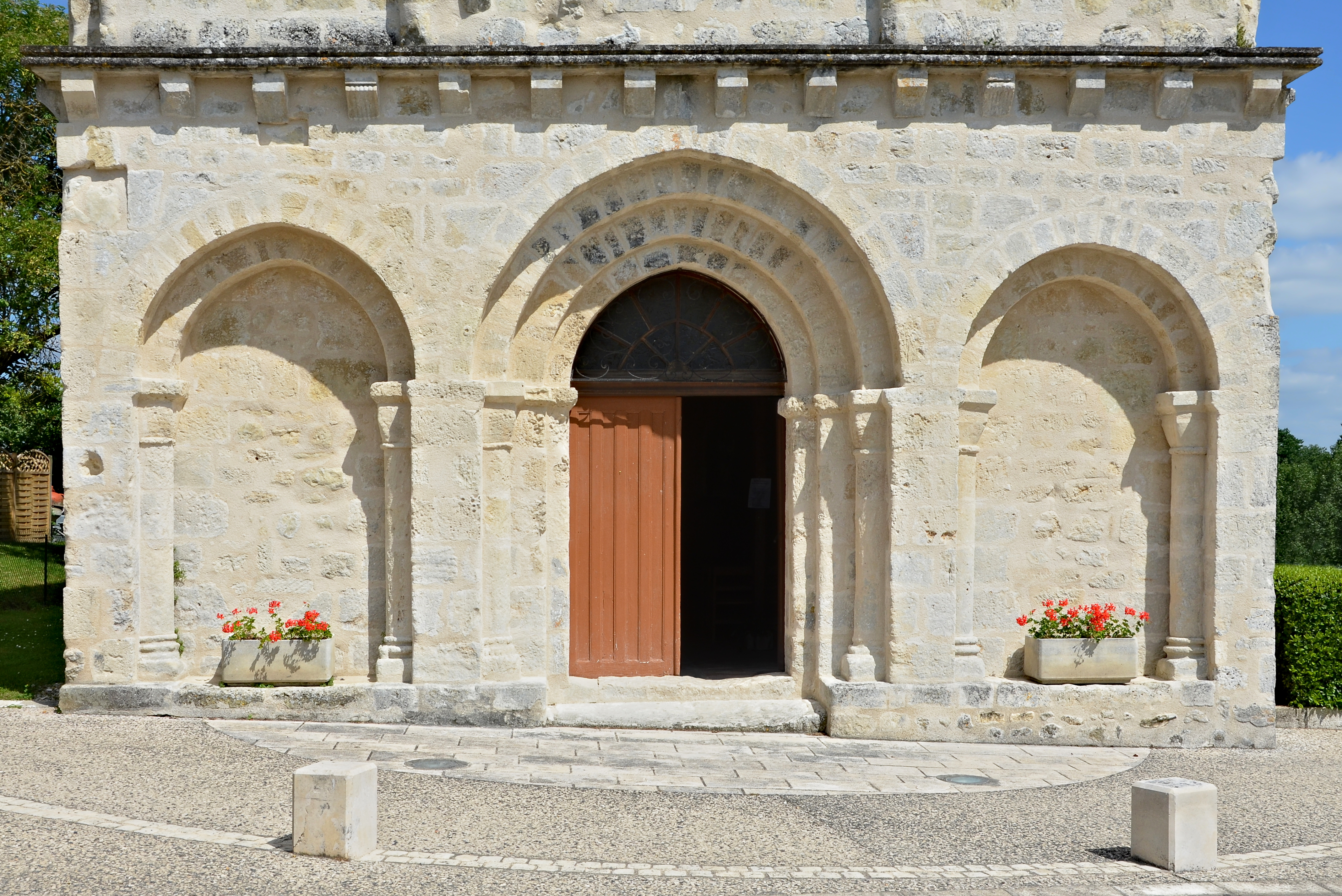
Portail de l'église.
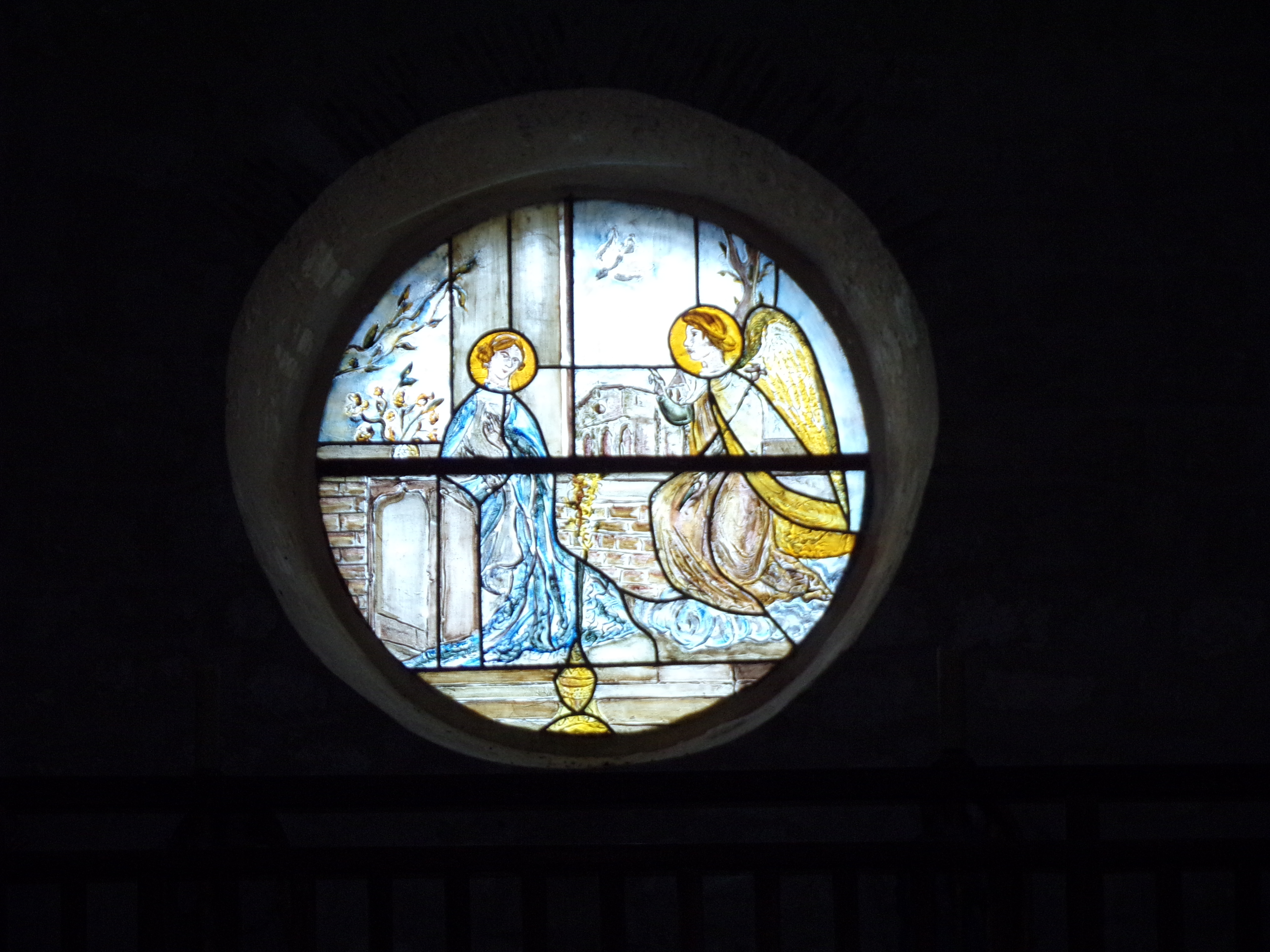
L'Annonciation, vitrail dans l'église.

### Patrimoine civil

#### Château de Gurat

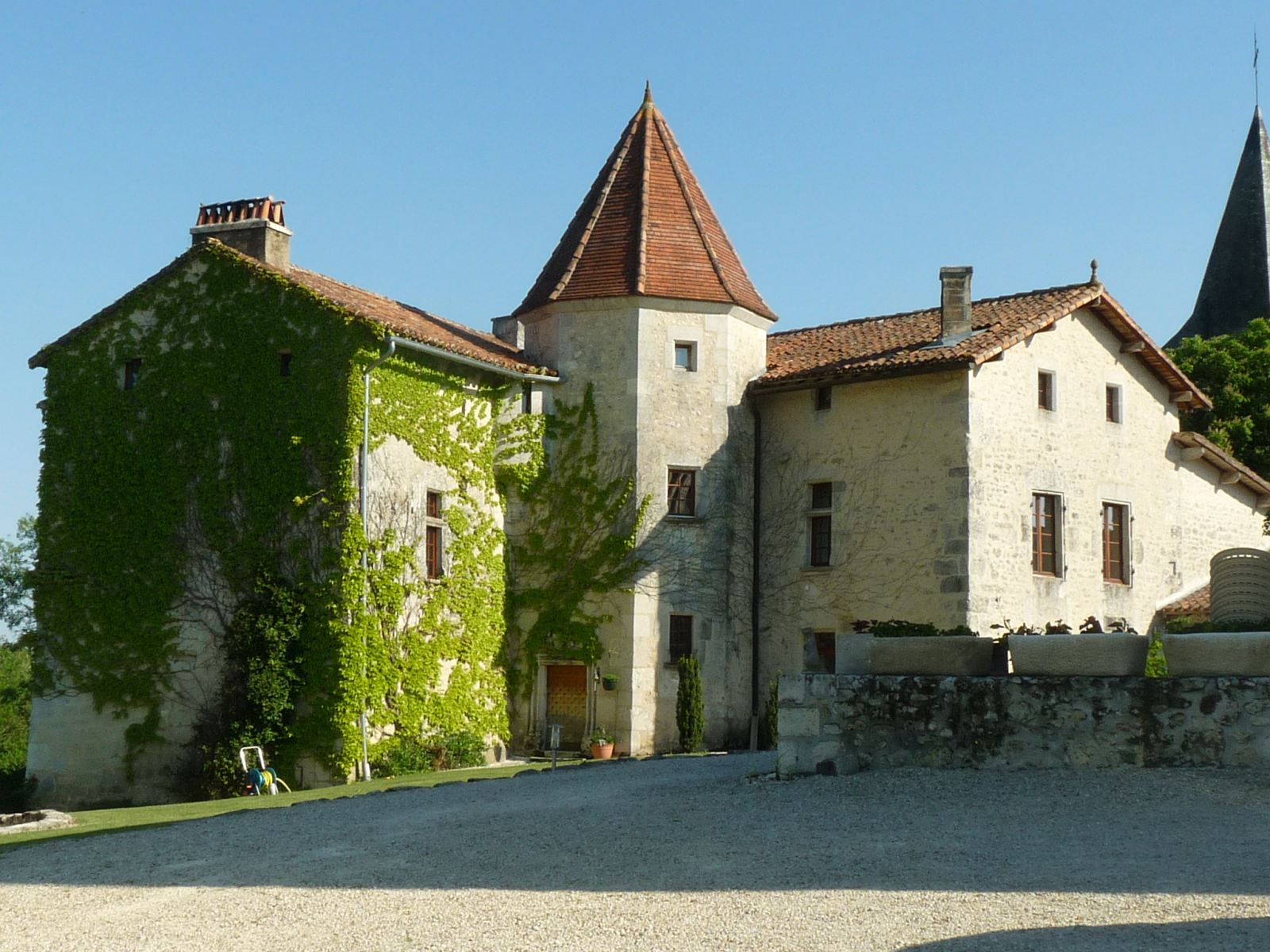
Château de Gurat.

Le château de Gurat, situé au centre bourg, à côté de l'église et de la mairie, date du XVe siècle. Un de ses propriétaires, Périer de Gurat (v.1733-1804), fut maire d'Angoulême entre 1790 et 1791, avant la chute de l'Ancien Régime. Il fut aussi le dernier seigneur de Gurat. Une anecdote médicale, selon le Dictionnaire des sciences médicales de 1813, rapporte qu'il aurait eu une maladie rare, une tumeur au nez qui l'empêchait de respirer et l'obligeait à pencher la tête pour respirer par la bouche. Il fut opéré et guéri d'après cette même source.

#### Domaine de Langely
Le domaine de Langely (autrefois orthographié l'Angely), est situé un kilomètre au nord-est du bourg, au bord de la Lizonne. Ce petit manoir des XVe et XVIe siècles est surtout connu parce qu'il a appartenu à la famille Déroulède. C'est là que Paul Déroulède, homme politique et poète, au retour de la guerre de 1870 a écrit les Chants du Paysan et aimait venir y passer les mois d'été. Les bâtiments présentent un corps de logis bordé d'un pavillon ainsi qu'une tour carrée surmontée d'une échauguette.

### Patrimoine environnemental

#### Zones Natura 2000
Gurat présente également un important patrimoine naturel et environnemental. Dans le souci de préservation des lieux, deux sites de conservation Natura 2000 ont été mis en place.
Le réseau Natura 2000 s’inscrit au cœur de la politique de conservation de la nature de l’Union européenne afin d’éviter l’érosion de la biodiversité.

##### Vallée de la Lizonne
La vallée de la Lizonne est caractérisée par une importante tourbe faisant son apparition il y a plusieurs millénaires et que l’homme a exploitée jusqu’au milieu du XXe siècle. Il en résulte beaucoup de petits bassins, souvent rectangulaires, à l’image des proches  tourbières de Vendoire. S’y ajoutent des zones marécageuses, avec des prairies plus ou moins inondables dotées d'une faune et d'une flore particulières à ce milieu.
Le noisetier, le peuplier, le chêne pédonculé et le cornouiller représentent les arbres principaux de ce site naturel. Il ne faut pas oublier l’épiaire des bois (ou ortie puante), utilisée par certains cuisiniers ; l’eupatoire chanvrine, plante appréciée des papillons ; la consoude officinale qui a pour vertu d’accélérer la consolidation des fractures. Cette plante est utilisée par les jardiniers comme fertilisant, notamment pour les arbres fruitiers. Ensuite, il est nécessaire de s’attarder sur l’iris faux acore qui aurait inspiré le blason des rois de France depuis Louis VII, et non une fleur de lys comme la tradition l’aurait laissé croire[Information douteuse]. On peut noter, d’autre part, la présence de la listère à feuilles ovales, orchidée qui pousse dans les sous-bois et qui est une espèce protégée.
Plusieurs autres espèces protégées fréquentent le milieu :
- la sittelle torchepot, petit oiseau qui niche dans des trous ou des crevasses ;
- le héron cendré, échassier fréquent dans les zones humides ;
- la rainette verte, grenouille qui se rencontre dans les milieux marécageux et boisés à proximité de l’eau. Elle a une activité nocturne intense et dont les mâles profitent pour former des chœurs nocturnes sonores ;
- le triton marbré, autre batracien de couleur noire avec des taches vertes sur le dos ; les femelles présentent une ligne rouge-orangée. Celles-ci peuvent pondre jusqu’à une centaine d’œufs ;
- l’agrion de Mercure, libellule dont la larve est sensible à la charge organique des cours d’eau, leur présence indiquant une potentielle qualité du milieu.

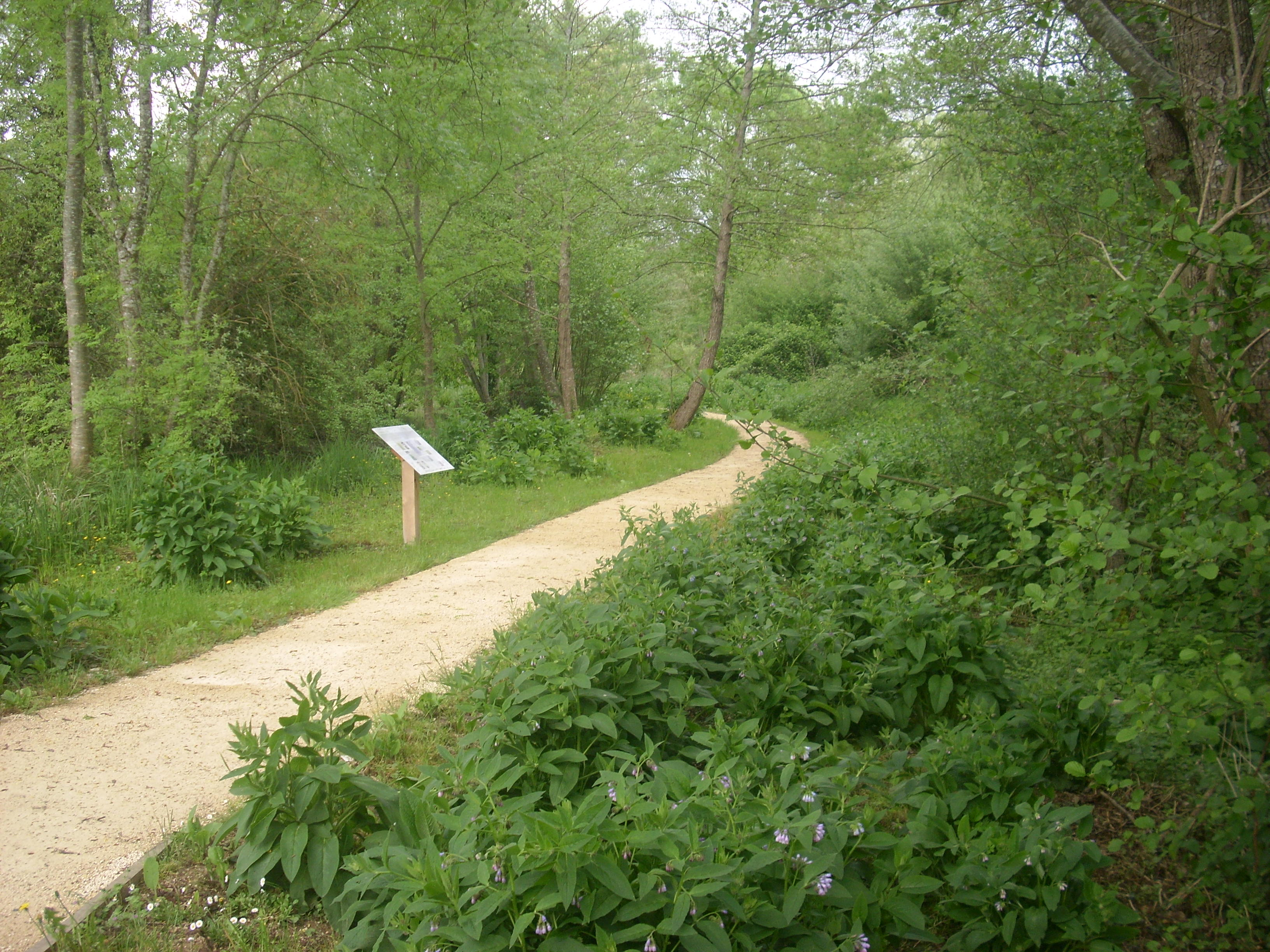
Passerelle de l'église monolithe en zone Natura 2000.

En tout, 22 espèces de papillons et 23 espèces de libellules fréquentent le milieu ; c’est donc un patrimoine naturel important qu’il est nécessaire de protéger.
Le vison d'Europe et la loutre européenne peuvent fréquenter le site, mais leur présence reste à confirmer. D'autres mammifères y sont plus communs, comme le chevreuil, le sanglier, l’écureuil roux, le hérisson d’Europe ou encore le renard.

##### Coteaux du Montmorélien
Les coteaux de la commune de Gurat font partie de la quarantaine de sites des coteaux du Montmorélien.
Cette autre zone Natura 2000 compte près de 30 espèces d’orchidées (d’où le nom de « route des Orchidées ») grâce aux pelouses calcaires.
Ces pelouses sèches ne bénéficiant plus d’une pratique agricole ancestrale, elles subissent l’embroussaillement et l’enfermement de ce milieu naturel. Il est donc essentiel de protéger ce milieu.

## Personnalités liées à la commune

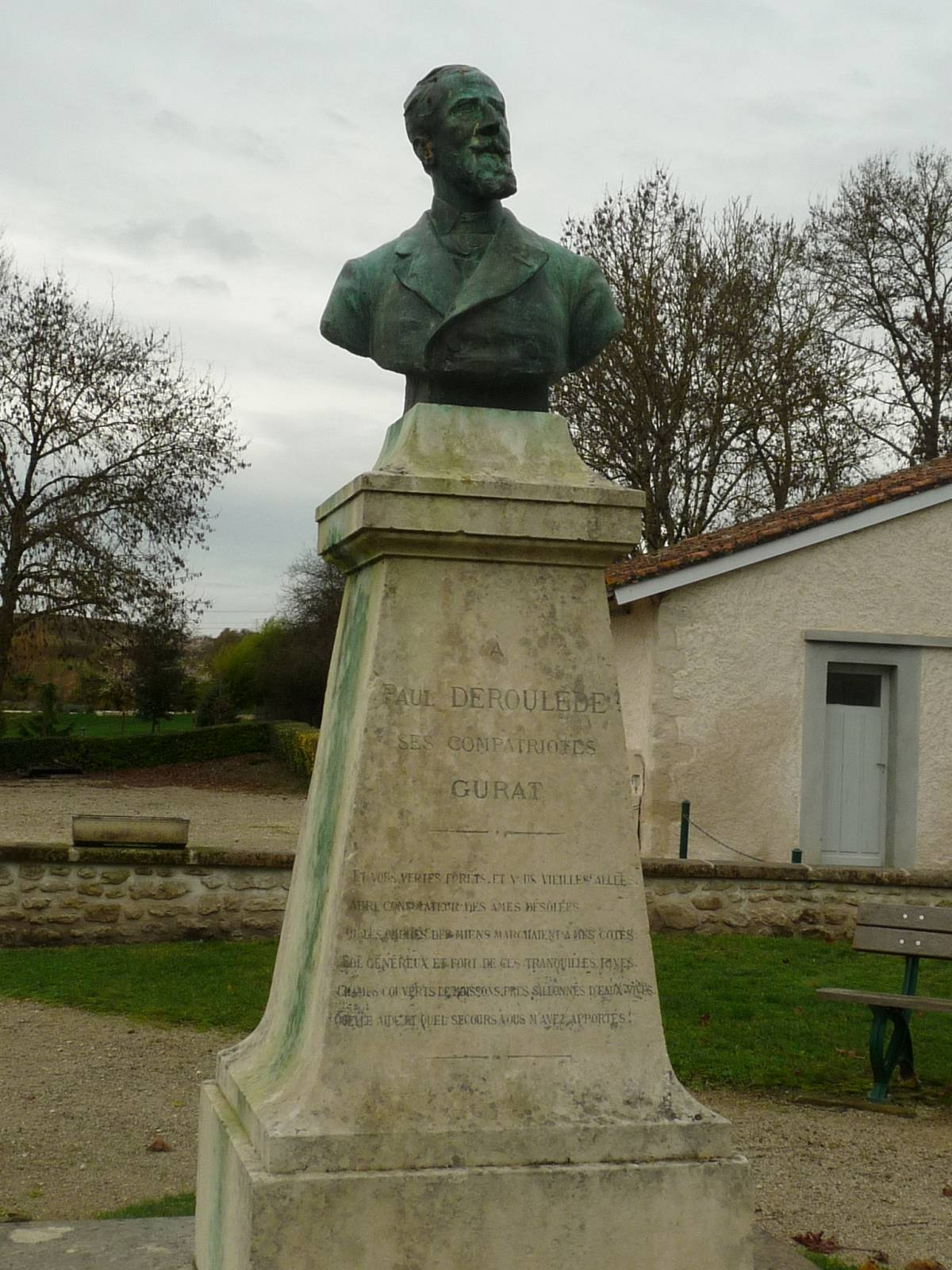
Le buste de Paul Déroulède à Gurat.

Paul Déroulède (1846-1914) fut un député charentais de 1889 à 1901. Proche du général Boulanger, il profite des obsèques de Félix Faure et tente un coup d'État en 1899. Il est arrêté, relâché, puis finalement banni en Espagne jusqu'en 1905 après avoir été amnistié. Il renonce à sa carrière politique à la suite de son échec aux élections législatives dans son fief charentais en 1906. Dès lors, il se retire à Langely, où il entreprend la rédaction de ses Feuilles de route. Cependant, peu à peu, il se retrouve laissé de côté par les nouveaux nationalistes qui (comme l'écrivent les frères Tharaud) « pensent comme lui mais refusent d'admirer les moyens dont il s'est servi »[réf. nécessaire].
Il meurt à Nice en 1914.

« Et vous vertes forêts, et vous vieilles allées,

Abri consolateur des âmes désolées

Où les ombres des miens marchaient à mes côtés ;

Sol généreux et fort de ces tranquilles rives.

Champs couverts de moissons, prés sillonnés d'eaux vives.

Quelle aide et quel secours vous m'avez apportés ! »

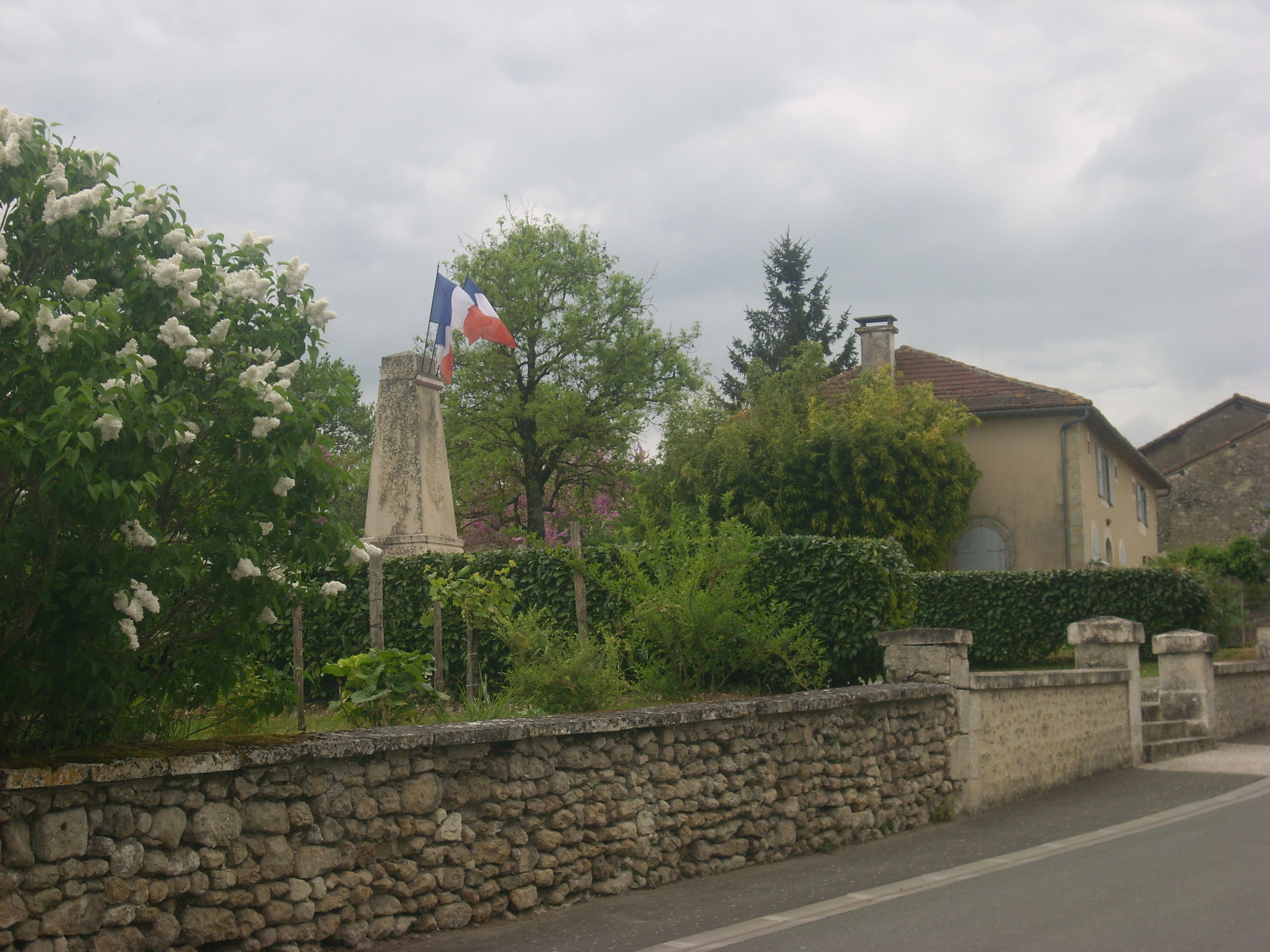
Le monument aux morts, rue de Lavalette.